# Horus
Horus ili Hor je egipatski bog s glavom sokola koji se povezuje sa Suncem. Zajedno s bogom Sunca Ra, Horus je udružen u Ra-Harakhtea. U egipatskoj mitologiji postoje 2 Horusa - sin Izide i Ozirisa i Raov sokol. Horusovo oko je nazvano wedjat ("zdrav").

## Horus kao sin Izide i Ozirisa
Nakon Ozirisovog uskrsnuća, Izida je otišla svom mužu. Začela je Horusa, ali ga je rodila u tajnosti. Naime, Ozirisov i Izidin brat Set, koji je ubio Ozirisa, vladao je okrutno nad Egiptom, iako je pravi prijestolonasljednik bio Horus. Izida je skrivala Horusa u delti Nila, a pomagao joj je Thoth. Jednog dana je Horusa ugrizao škorpion. Thoth je, na sreću, izvukao sav otrov, a Ra je dotle zaustavio put po nebeskom svodu. Horus je zato u liku djeteta bio zaštitnik djece. Kad je odrastao, zauzeo se za svoje prijestolje na Sudu bogova. Sudom je predsjedavao Ra, vladar bogova, a kraj njega je još bila Hathor. Ra je zastupao Seta, tvrdeći kako je Set strašniji i moćniji. Izida i Thoth su pak došli braniti Horusa. Suđenje se zahuktavalo, i bogovi su se obratili Majci Bogova, božici Neit, koja je razmislila i odabrala Horusa. Set se nije složio pa je pokušao silom prevariti Izidu i oteti prijestolje. To je učinio tako što je Horusu izbio lijevo oko, Mjesec, ili tako što se s njim natjecao u smjenjivanju lika. Naime, oboje su se pretvorili u vodenkonje i zaronili u Nil. Horus je u obje priče pobijedio. Prijestolje mu je vraćeno, a Set je bio prisiljen povući se. Horus se oženio Hathor, i imao 4 sina. 

## Horus kao Raov sin
U davna vremena Egipćani su vjerovali u jednog drugog Horusa. To je sokol, bog Sunca, miljenik i sin boga Ra. Bio je sokol - personifikacija neba i visina. U Tekstovima piramida se spominje da je Horus lice neba, a da su njegove oči Sunce i Mjesec. Taj sokol-Horus bio je veličanstveni ratnik, ali ga treba razlikovati od Ozirisovog sina Horusa. Horus-sokol je zato Raov sin, ali se također borio sa Setom, kao i Ozirisov sin.

## Ra-Harakhte
Ra-Harakhte je u egipatskoj mitologiji spoj dvaju božanstava koji se povezuju sa Suncem, Ra i Horus. Ra je vrhovni bog, kralj bogova do Novog kraljevstva (kad je tu ulogu preuzeo Amon). Ra ima glavu orla, a Horus glavu sokola. To su vrlo slične ptice grabljivice, te srodne, a označavaju nebo i visine. Onaj sokol-Horus je izravno povezivan s Raom jer je za Egipćane bio prvo biće koje je Ra stvorio. Ponekad su se Horus - sin Izide i Ozirisa, te Ra - bog Sunca spajali u jedno božanstvo, Ra-Harakhte ("Horus obzora"). Tako je ostalo cijelo Horusovo tijelo, a od Ra je ostao samo Sunčev disk iznad glave. Ra-Harakhte je povezan s vjerovanjem da Horusove oči predstavljaju Sunce i Mjesec.

## Vanjske poveznice
|  | Zajednički poslužitelj ima još gradiva o temi Horus |